# MellowHype
MellowHype è un duo hip hop statunitense di Los Angeles formato da Hodgy (Gerard Long) e Left Brain (Vyron Turner). Nasce nel 2010 dagli Odd Future e si ritaglia un proprio spazio nell'underground hip hop grazie al successo commerciale e critico della ripubblicazione di BlackenedWhite.

## Discografia
Album in studio
- 2011 – BlackenedWhite (riedizione)
- 2012 – Numbers
- 2013 – MellowHigh (con Domo Genesis come "MellowHigh")

Mixtapes
- 2010 – YelloWhite
- 2010 – BlackenedWhite
- 2012 – HELLOWHYPEWEEK
- 2014 – INSA (I Need Some Answers)

### Con gli Odd Future
Album in studio
- 2012 – The OF Tape Vol. 2

Mixtapes
- 2008 – The Odd Future Tape

Raccolte
- 2012 – 12 Odd Future Songs